# 工作量證明
工作量證明（Proof-of-Work，PoW）是一種對應服務與資源濫用、或是阻斷服務攻擊的經濟對策。一般要求使用者進行一些耗時適當的複雜運算，並且答案能被服務方快速驗算，以此耗用的時間、設備與能源做為擔保成本，以確保服務與資源是被真正的需求所使用。此概念最早由Cynthia Dwork和Moni Naor於1993年的學術論文提出，而工作量證明一詞則是在1999年由Markus Jakobsson與Ari Juels.所發表。現時此技術成為了加密貨幣的主流共識機制之一，如比特幣所採用的技術。
工作量證明系統的核心特性在於其非對稱性：證明者需完成適度困難（但可行）的計算工作，而驗證者能極高效地驗證結果。Hal Finney於2004年透過「可重用工作量證明」（RPOW）概念將此機制應用於數位代幣，採用160位元SHA-1演算法。

## 背景與發展
工作量證明的早期應用是1997年英國密碼學家Adam Back開發的Hashcash系統，該系統要求電子郵件發送者執行少量計算任務，藉此抵禦垃圾郵件。其運作基於尋找符合特定特徵的雜湊值（如特定前導零數量），此過程需消耗計算資源，形成「證明」機制。
工作量證明演算法持續演進以應對新挑戰：
- 2009年比特幣採用SHA-256演算法，開創PoW於去中心化共識的應用，透過動態難度調整維持約10分鐘出塊時間。
- 2011年萊特幣引入Scrypt記憶體密集型演算法，旨在抵抗ASIC專業礦機，初期提升普通硬體參與度，後仍被專用ASIC突破。
- 抗ASIC演算法持續發展（如XMR的RandomX），透過增加記憶體依賴或隨機指令設計降低專業硬體優勢。

## 技術原理
工作量證明最常用的技術原理是雜湊函數。由於輸入雜湊函數{\displaystyle h}的任意值{\displaystyle n}，會對應到一個{\displaystyle h(n)}結果，而{\displaystyle n}只要變動一個位元，就會引起雪崩效應，所以幾乎無法從{\displaystyle h(n)}反推回{\displaystyle n}，因此藉由指定尋找{\displaystyle h(n)}的特徵，讓使用者進行大量的窮舉運算，就可以達成工作量證明。
我們若指定{\displaystyle h(n)}的16進位值的前四值，求{\displaystyle n}，這樣統計上平均約要運行216次{\displaystyle h(n)}雜湊運算，才會得到答案，但驗算只要進行一次就可以了。如果想要增加難度，那就增加指定的位數即可。以SHA256函數舉例，假設我們要處理資料Hello World，並找出{\displaystyle h(n)}前四值為0000的{\displaystyle n}，如果從Hello World0開始加上一個十進位數ASCII進行窮舉猜測，到Hello World107105時才會得到符合條件的{\displaystyle h(n)}：
```
0000
BFE6AF4232F78B0C8EBA37A6BA6C17B9B8671473B0B82305880BE077EDD9
```

驗算時只要將Hello World107105代入SHA256函式一次即可。

### 協議類型
- 挑戰-響應協議：服務器動態生成挑戰，客戶端求解後返回響應。難度可即時調整，搜索空間通常有界。
- 解決方案-驗證協議：客戶端自主選擇問題並求解（如Hashcash），服務器驗證問題與解的有效性。多屬無界概率迭代過程。

## 加密貨幣的應用
由於加密貨幣多由區塊鏈所建構，而區塊鏈本來就要依賴雜湊函數來做為資料正確無誤的擔保，所以在加密貨幣上使用工作量證明，是非常簡明的設計。由分散在各處的計算機，競賽誰能最早找出，搭配原本要打包的資料的窮舉猜測值（nonce），誰就等同獲得該區塊的打包權（記帳權）。此猜測值被找出後，與資料、雜湊值一起打包成塊後廣播，經多數節點確認與承認，打包者就能獲得打包該區塊所提供的獎勵。一般採用工作量證明的加密貨幣，好比比特幣，會設定成隨著參與競賽的算力增減，而調整找尋猜測值的難度，以維持合理的運作速度。
- 優點
  - 架構簡明扼要、有效可靠。
  - 由於要獲得多數節點承認，那攻擊者必須投入超過總體一半的運算量（51%攻擊），才能保證篡改結果。這使得攻擊成功的成本變得非常高昂，難以實現。
  - 某種程度上是公平的，你投入越多的算力，你獲得打包權的機率也等比增加。

- 缺點
  - 非常浪費能源。投入在一種加密貨幣上的能源，可能會超過一個小型國家的總使用量。[5]
  - 由於加密貨幣在世界上已成為一種投資標的，所以技术人员開發出了由ASIC組成的特製計算设备（矿机），壟斷算力。這與加密貨幣的去中心化思想背道而馳。
    - 也因此，後期開發的加密貨幣有針對抗ASIC的演算法設計，例如以太坊採用的Ethash（Dagger-Hashimoto）算法。
    - 後期開發的加密貨幣陸續使用了POS機制（例如以太坊）或DPOS機制（例如比特股﹑EOS）。

### 工作量證明演算法類型
- CPU限制型：運算速度取決於處理器性能，易受硬體代際差異影響。
- 記憶體限制型：運算速度受記憶體延遲或頻寬制約，對硬體演進敏感度較低。
- 有用工作量證明 (PoUW)：2022年提出的Ofelimos協議將共識機制與優化問題求解結合，使計算資源產生實際價值[6]。

### 比特幣的實現與挑戰

2021年比特幣電力消耗示意

- 能源消耗：根據劍橋大學研究，比特幣網絡年耗電量堪比中小型國家[8]。
- 中心化風險：ASIC礦機與礦池興起導致算力集中，背離去中心化初衷[9]。
- 安全弱點：
  - 51%攻擊：掌握過半算力者可篡改交易記錄[10]。
  - 經濟安全不對稱：礦工控制網絡安全但非代幣主要持有者，隨區塊獎勵減半，安全預算相對市值持續下降[11]。

### 環境爭議
工作量證明機制因高能耗引發環境擔憂：
- 2022年1月歐洲證券和市場管理局副主席呼籲歐盟禁止PoW，轉向能耗更低的權益證明[12]。
- 2022年11月紐約州頒布禁令，暫停非完全使用可再生能源的新挖礦項目運營兩年[13]。

### 截至 2025 年，使用 PoW 機制的虛擬貨幣，市值排名前十的為[14][15]：
1. BTC 比特幣
2. DOGE 狗狗幣
3. LTC 萊特幣
4. BCH 比特幣現金
5. XMR 門羅幣
6. ETC 以太坊經典
7. KAS (Kaspa）
8. BSV (Bitcoin SV)
9. CFX (Conflux)
10. ZEC (Zcash)

## 參閱
- 區塊鏈
- 雜湊函數
- 加密貨幣
- 加密電子貨幣列表
- 持有量證明
- 權益證明
- 權威證明
- 空間證明
- 時間流逝證明

## 外部連結
- .   [2019-04-10]. （原始内容存档于2007-12-22）.
- bit gold Bit gold（页面存档备份，存于）.  Describes a complete money system (including generation, storage, assay, and transfer) based on proof of work functions and the machine architecture problem raised by the use of these functions.
- 阿波羅11號電腦運算能力比較（說明不同設備的算力差異）

1. ↑  Dwork, Cynthia; Naor, Moni. . CRYPTO’92: Lecture Notes in Computer Science No. 740 (Springer). 1993: 139–147  [2017-09-22]. （原始内容存档于2017-11-26）.
2. ↑  Jakobsson, Markus; Juels, Ari. . Communications and Multimedia Security (Kluwer Academic Publishers). 1999: 258–272  [2017-09-22]. （原始内容存档于2017-04-17）.
3. ↑  . nakamotoinstitute.org.   [2024-01-17]. （原始内容存档于2023-06-19）.
4. ↑  .   [2017-09-22]. （原始内容存档于2018-11-07）.
5. ↑  .   [2017-09-22]. （原始内容存档于2020-10-01）.
6. ↑  Fitzi, Matthias.  (PDF). IACR Crypto 2022會議.   [2022-09-09]. （原始内容存档 (PDF)于2022-09-09）.
7. ↑  . www.cbeci.org.   [2020-02-20]. （原始内容存档于2020-03-02）.
8. ↑  . 劍橋另類金融中心.   [2020-09-30]. （原始内容存档于2020-09-29）.
9. ↑  Vorick, David. . 2018-05-13  [2020-10-28]. （原始内容存档于2020-03-10）.
10. ↑  Michael J. Casey; Paul Vigna. . Money Beat (華爾街日報). 2014-06-16  [2014-06-30]. （原始内容存档于2020-08-15）.
11. ↑  . 手續費與獎勵比率.   [2025-03-17].
12. ↑  Bateman, Tom. . euronews. 2022-01-19  [2022-01-22]. （原始内容存档于2022-04-19） （英语）.
13. ↑  Sigalos, MacKenzie. . CNBC. 2022-11-23  [2022-12-04]. （原始内容存档于2022-12-03） （英语）.
14. ↑  . CoinDada. 2023-07-30  [2023-08-15]. （原始内容存档于2023-08-15）.
15. ↑  . CoinMarketCap.   [2025-02-05]. （原始内容存档于2025-04-09） （英语）.